# Veľké Teriakovce
Veľké Teriakovce (hongrois : Bakostörék) est un village de Slovaquie situé dans la région de Banská Bystrica.

## Histoire
La première mention écrite du village date de 1334.

## Démographie

### Évolution de la population
| Année:               | 1994. | 2004.   | 2014.   | 2024.   |
| -------------------- | ----- | ------- | ------- | ------- |
| Nombre de personnes: | 836   | 914     | 884     | 833     |
| Différence:          |       | +9,33 % | -3,28 % | -5,76 % |

| Année:               | 2023. | 2024.   |
| -------------------- | ----- | ------- |
| Nombre de personnes: | 845   | 833     |
| Différence:          |       | -1,42 % |